# بستنة تآزرية
البستنة التآزرية هي نظام للبستنة العضوية وضعته إيميليا هازيليب. ويتأثر هذا النظام بشدة بالزراعة المستدامة، وكذلك عمل كل من ماسانوبو فوكوكا ومارك بونفيلس. فبعد إنشاء الحديقة، لن يكون هناك مزيد من الحفر أو الحرث أو التجهيز، ولن يكون هناك أي استخدام للمدخلات الخارجية مثل الأسمدة العضوية وغيرها من الأسمدة الكيماوية أو مبيدات الآفات الأخرى. ويتم الحفاظ على صحة التربة عن طريق اختيار النباتات ووضع مهاد التربة وإعادة تدوير المخلفات النباتية.
1. ↑  "The Synergistic Garden". Excerpt from Permaculture Magazine. Issue 19. Spring 1999. مؤرشف من الأصل في 2016-10-23. اطلع عليه بتاريخ 2013-01-14.
2. ↑  Emilia Hazelip’s emails (x105) articulating her practises and positions. Dec. 2001 – Jan. 2003 نسخة محفوظة 14 أبريل 2020 على موقع واي باك مشين.